# Сухокучерявка кучерявенька
{{#ifeq:0|0|{{#if:Dicranoweisia crispula|{{#if:|[[]}}|[[]]}}}}
Сухокучерявка кучерявенька (Dicranoweisia crispula) — вид мохів порядку дикранальних (Dicranales).

## Поширення
Батьківщиною є Європа, Макаронезія, Північна Америка, Південна Америка, Азія, субантарктичні острови.
Утворює подушки на кременистій породі або гравії, зрідка епіфітні або епіксильні; 10–2000 метрів.

## Характеристика
Листки хрусткі та скручені, коли сухі. Відсутнє спеціалізоване нестатеве розмноження. Коробочки дозрівають навесні — на початку літа.